# Ion Ciubuc
Ion Ciubuc, nascut el 29 de maig de 1943 a Hădărăuți (raion de Ocnițha, Moldàvia) i mort el 29 de gener de 2018, és un polític moldau. Va ser primer ministre del país de gener 1997 a febrer 1999.